# William Besse
William Besse (ur. 10 marca 1968 w Bruson) – szwajcarski narciarz alpejski. Najlepsze wyniki w Pucharze Świata osiągnął w sezonie 1992/1993, kiedy to zajął 13. miejsce w klasyfikacji generalnej, a w klasyfikacji zjazdu był trzeci. Najlepszym wynikiem Besse’a na mistrzostwach świata było 5. miejsce w zjeździe podczas mistrzostw świata w Vail. Zajął także 16. miejsce w zjeździe na Igrzyskach w Lillehammer.

## Sukcesy

### Puchar Świata

#### Miejsca w klasyfikacji generalnej
- 1987/1988 – 42.
- 1988/1989 – 27.
- 1989/1990 – 13.
- 1990/1991 – 27.
- 1991/1992 – 17.
- 1992/1993 – 13.
- 1993/1994 – 14.
- 1994/1995 – 75.
- 1995/1996 – 35.
- 1996/1997 – 31.
- 1997/1998 – 68.
- 1998/1999 – 113.

#### Miejsca na podium
1. Val d’Isère – 27 stycznia 1990 (zjazd) – 3. miejsce
2. Val d’Isère – 29 stycznia 1990 (zjazd) – 2. miejsce
3. Panorama – 6 marca 1992 (zjazd) – 1. miejsce
4. Aspen – 14 marca 1992 (zjazd) – 2. miejsce
5. Val Gardena – 11 grudnia 1992 (zjazd) – 1. miejsce
6. Val Gardena – 12 grudnia 1992 (zjazd) – 2. miejsce
7. Veysonnaz – 23 stycznia 1993 (zjazd) – 3. miejsce
8. Kitzbühel – 15 stycznia 1994 (zjazd) – 3. miejsce
9. Wengen – 22 stycznia 1994 (zjazd) – 1. miejsce
10. Vail – 16 marca 1994 (zjazd) – 1. miejsce
11. Veysonnaz – 19 stycznia 1996 (zjazd) – 2. miejsce
12. Bormio – 29 grudnia 1996 (zjazd) – 2. miejsce
13. Kitzbühel – 24 stycznia 1997 (zjazd) – 3. miejsce